# São Félix do Xingu
São Félix do Xingu là một đô thị thuộc bang Pará, Brasil. Đô thị này có diện tích 84212,426 km², dân số năm 2007 là 59339 người, mật độ 0,7 người/km².